# Jo Backaert
Jo Backaert (5 de agosto de 1921 - 12 de junho de 1997) foi um ex-futebolista belga que competiu na Copa do Mundo FIFA de 1954.